# Вахид Џанковић
Вахид Џанковић (Нови Пазар, 24. август 1984) бошњачки је и српски глумац.

## Биографија
Завршио је средњу Економско-трговинску школу и дипломирао је глуму у Новом Пазару на Интернационалном универзитету, у класи Енвера Петровција. Живи и ради у Београду. Играо је у позоришту Театријум, Регионалном позоришту Нови Пазар, Звездара театру, Театру Вук, Позоришту Славија, итд.
На 28. Сарајево Филм Фестивалу номинован је за најбољу епизодну улогу у драмској серији Кљун. Играо је у представи поводом 26. годишњице злочина у Сребреници, под називом Сребреница. Кад ми убијени устанемо. Играо је Миљана у филму Олуја.

## Филмографија
- Сизиф К. (2015)
- Војник (2018)
- Краљ Петар Први (2019)
- Група (2019)
- Пси лају, ветар носи (2019)
- Слободни скакачи (2020)
- Отац (2021)
- Ургентни центар (2021)
- Краљ (2021)
- Кљун (2021)
- Нечиста крв (2021)
- Државни службеник (2022)
- Miss Scarlet & the Duke (2022)
- Усековање (2022)
- Слобода - рађање града (2022)
- Ала је леп овај свет (2022)
- Sophia (2022)
- Шетња са лавом (2022)
- Олуја (2023)
- Пад (2023)
- Бележница професора Мишковића (2023)
- Јужни ветар: На граници (2023)
- Немирни (2023)
- Камионџије д.о.о. (2023)
- The final act (2023)
- Радничка класа иде у пакао (2023)
- Шум Шумарице (2023)
- Деца зла (2023)
- Позив (2023)
- Лектизер (ТВ серија) (2024)
- Кожа (ТВ серија) (2024)
- Јорговани (филм) (2024)
- Круна (филм) (2024)
- Видеотека (филм) (2024)
- Нобеловац (ТВ серија) (2024)